# Opština Lipkovo
Opština Lipkovo (makedonsky Општина Липково, makedonsky Komuna e Likovës) – je jednou ze 6 opštin Severovýchodního regionu a také současně jednou z 80 opštin v Severní Makedonii. Rozkládá se na severu Severní Makedonie v západní části regionu. Rozloha je 267,82 km². Většinu obyvatelstva opštiny, zhruba 97 % tvoří Albánci. Správním centrem opštiny je vesnice Lipkovo.

## Popis
Opštinu tvoří 23 vesnic, jimiž jsou:
| Jméno      | makedonsky |  | Jméno    | makedonsky |  | Jméno    | makedonsky |
| ---------- | ---------- |  | -------- | ---------- |  | -------- | ---------- |
| Alaševce   | Алашевце   |  | Izvor    | Извор      |  | R'nkovce | Р'нковце   |
| Belanovce  | Белановце  |  | Lipkovo  | Липково    |  | Ropalce  | Ропалце    |
| Vaksince   | Ваксинце   |  | Lojane   | Лојане     |  | Runica   | Руница     |
| Vištica    | Виштица    |  | Matejče  | Матејче    |  | Slupčane | Слупчане   |
| Glažnja    | Глажња     |  | Nikuštak | Никуштак   |  | Straža   | Стража     |
| Gošince    | Гошинце    |  | Opae     | Опае       |  | Strima   | Стрима     |
| Dumanovce  | Думановце  |  | Orizari  | Оризари    |  |          |            |
| Zlokukjane | Злокуќане  |  | Otlja    | Отља       |  |          |            |

Sousedními opštinami jsou:
 
Kumanovo na východě, Aračinovo na jihu, Butel a Gazi Baba na jihozápadě a Čučer Sandevo na západě. Mimo to na severu hraničí se srbskou opštinou Preševo a s kosovskou Vitina.

## Poloha
Východní část území se rozkládá v nížině říčky Lipavska Reka ve výšce od 350 m n. m. Severním směrem ke hranici s Kosovem však stoupá do pohoří Crna gora a dosahuje zde až do 1200 m n. m.
Západním směrem ale stoupá do pohoří Skopska Crna Gora kde nadmořská výška dosahuje přes 1500 m.

## Doprava
Opštinou prochází od jihu k severu regionální silnice R2133 do vesnice Lipkovo, kde se stáčí k východu a směřuje do Kumanova. Kromě několika silniček místního významu jsou tu ještě silnice R29272 a R29178, které směřují do hor na sever, na hranici s Kosovem a se Srbskem.

## Demografie
Podle posledního sčítání lidu z roku 2021 žije v opštině 22 308 obyvatel. Etnickými skupinami jsou:
- Albánci = 21 560 (9,65 %)
- Makedonci = 33 (0,15 %)
- Srbové = 4 (0,02 %)
- ostatní a neuvedené = 715 (3,2 %)